# Regina Salomea Pilsztyn

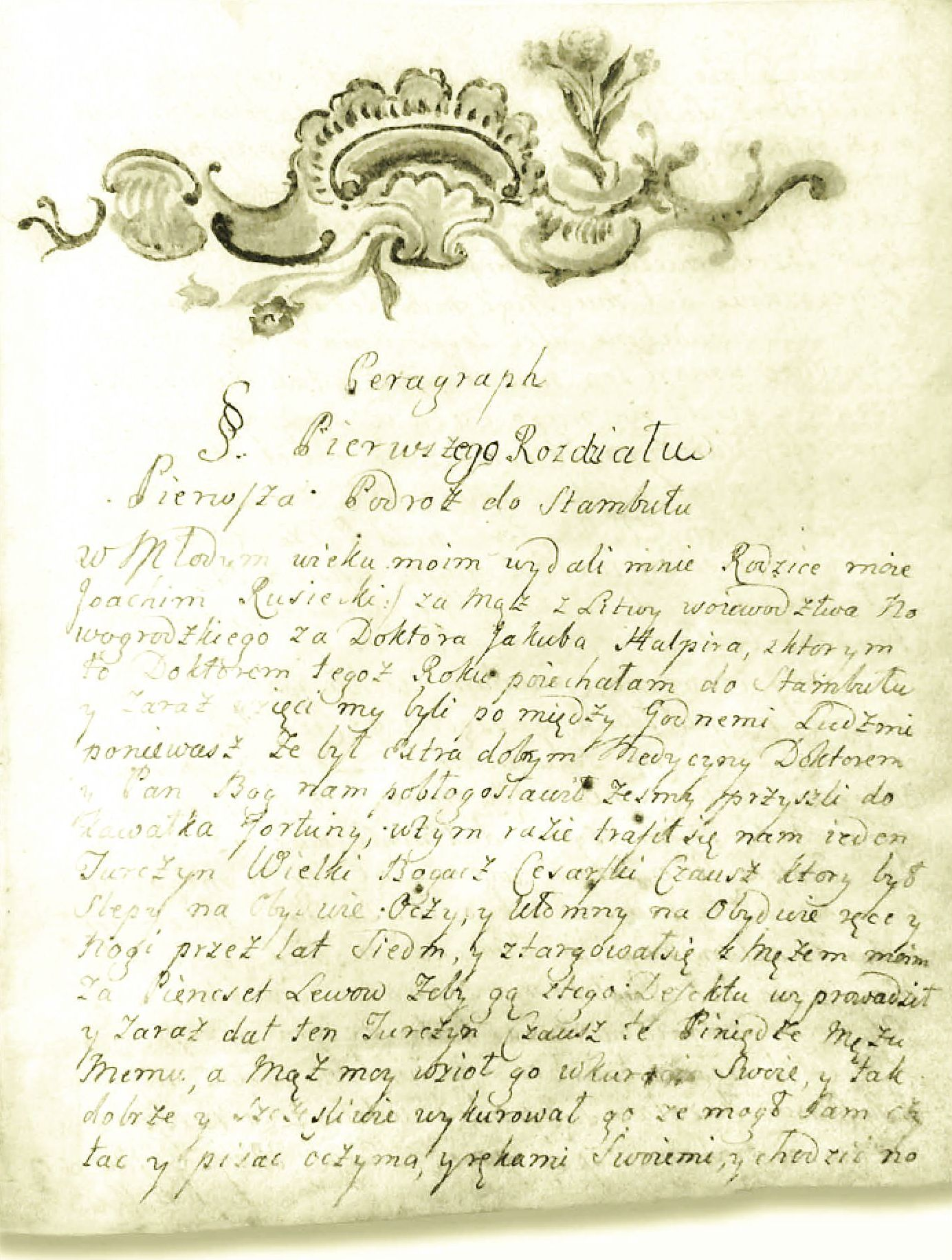
Pierwsza strona rękopisu Salomei Pilsztyn

Regina Salomea Pilsztynowa z domu Rusiecka, primo voto Halpirowa, inne formy nazwiska: Pichelstein, Makowska, (ur. 1718 koło Nowogródka, zm. po 1763) – polska lekarka-okulistka, podróżniczka i pamiętnikarka. Choć nie posiadała formalnego wykształcenia w zakresie medycyny bywa uważana za pierwszą polską lekarkę.

## Życiorys

### 1718 do 1739
Regina Salomea urodziła się w 1718 roku pod Nowogródkiem jako córka małżeństwa Rusieckich, prawdopodobnie nie była to rodzina szlachecka a mieszczańska. Według niektórych badaczy (Barbara Grosfeld, Wojciech Kriegseisen) jej rodzice byli Żydami lub żydowskimi konwertytami. W wieku 14 lat poślubiła Jakuba Halpira. Halpir był luteraninem, lekarzem, specjalistą od chorób oczu. Regina pomagała mężowi w prowadzeniu praktyki medycznej, uczyła się sporządzania różnych mikstur leczniczych.
W 1732 roku przeniosła się wraz z mężem do stolicy imperium osmańskiego - Stambułu. Tam, w wieku 17 lat, pracowała jako lekarka. Początkowo zastępowała męża podczas leczenia kobiet, później leczyła również mężczyzn, przede wszystkim urzędników na dworze sułtana. Praca ta wiązała się z bardzo wysokim wynagrodzeniem. W 1737 roku rozstała się z mężem. Regina została sama w Stambule z córką - Konstancją. Jakub Halpir zmarł krótko po rozstaniu z Reginą.

### 1739 do 1759
Po rozstaniu z Jakubem Halpirem podróżowała po Imperium Osmańskim, praktykując medycynę. Podczas podróży zatrzymała się w Sofii, która również była wówczas częścią Imperium Osmańskiego. Tam nawiązała kontakt z lokalną arystokracją i otrzymała stanowisko lekarki w haremie miejscowego paszy.
Zarobione na praktyce lekarskiej pieniądze zainwestowała w handel ludźmi. Wykupywała jeńców chrześcijan z tureckiej niewoli, a następnie dostarczała ich zamożnym rodzinom, które zwracały jej kwotę okupu i wypłacały wysoką prowizję. W ten sposób weszła w posiadanie Józefa Fortunata von Pichelsteina (Pilsztyna) – austriackiego oficera. Rodzina Pichelsteina nie chciała go wykupić, pozostał więc własnością Reginy.
Na początku 1739 roku powróciła do Polski, wykupiła dla Pichelsteina stanowisko chorążego na dworze Michała Kazimierza Radziwiłła, a następnie wzięła z nim ślub. Dzięki temu zyskała status żony oficera i przebywała jako lekarka w Nieświeżu u hetmana Michała Radziwiłła. 
Podczas leczenia kładła nacisk na higienę i zdrowy sposób odżywiania. Swoje prace badawcze, jak również korespondencję prowadziła w języku polskim.
Z Nieświeżu wyprawiła się do Petersburga na dwór carycy Anny. Po powrocie z Rosji udała się do Karyntii i czas jakiś przebywała w Wiedniu . W roku 1743 rozeszła się ze swym drugim mężem i związała się z młodszym od siebie mężczyzną, którego imienia i nazwiska nie podaje. Praktykowała jako lekarka i prowadziła aptekę w Przemyślu, krótko mieszkała również na Wołyniu i w okolicach Kijowa .

### 1759 do 1763
Wkrótce potem, zerwawszy z J. M. C. Z., w roku 1759 ponownie wyjechała do Stambułu, gdzie została nadworną lekarką haremu sułtana Imperium Osmańskiego Mustafy III. Znała i posługiwała się potocznym językiem tureckim. W 1763 roku udała się w podróż powrotną do Polski, została jednak zatrzymana przez chana krymskiego, który przewiózł ją do Bakczysaraju, tam pracowała jako okulistka i była informatorką rosyjskiego konsula w Bachczysaraju Aleksandra Nikiforowa.
Jej losy po 1763 roku nie są znane, nie wiadomo kiedy i gdzie zmarła.
Ze swego pierwszego małżeństwa miała córkę Konstancję, z drugiego dwóch synów: Franciszka Ksawerego i Stanisława Kostkę .

## Twórczość
Pozostawiła po sobie pamiętniki, które pozostają głównym źródłem dotyczącym jej życia. Pamiętniki uważane są za źródło wiarygodne. Zostały spisane w 1760 roku, gdy autorka mieszkała w Stambule i następnie złożone w Bibliotece Czartoryskich. Po raz pierwszy opublikowano je w 1957 roku, redakcji rękopisu dokonał Roman Pollak.
- Echo na świat podane procederu podróży i życia mego awantur... Pamiętnik w 7 rozdziałach (siódmy niedokończony) prozą, na końcu wierszowana Pieśń mojej kompozycji, powst. w Stambule 1760, wyd. (z modernizacją brzmienia i układu tekstu) R. Pollak i M. Pełczyński pt. "Proceder podróży i życia mego awantur", Kraków 1957, Pamiętniki i wspomnienia, seria I: Pamiętniki Polskie; autograf rękopisu: Biblioteka Czartoryskich nr 1482

## Listy
- Do Michała Radziwiłła Rybeńko, dat. ze Lwowa 30 września 1748, ogł. przy wyd. R. Pollak i M. Pełczyński pt. "Proceder podróży i życia mego awantur", Kraków 1957, Pamiętniki i wspomnienia, seria I: Pamiętniki Polskie